# Retuerto
Retuerto es una localidad del municipio de Valdeburón o Burón, en la provincia de León, España, junto a las poblaciones de Casasuertes, Cuénabres, Lario, Polvoredo, Burón y Vegacerneja.

## Orígenes
El primer registro escrito que menciona la población data de año 973 d.c., se encuentra en el Becerro de Sahagún (año 989d.c.) (similar al Becerro de las Behetrías de Castilla), (localizado en el Monasterio Real de San Benito en Sahagún (España) en el que se relata la cesión por parte de un noble leones (mencionado en el Tratado de Fresno-Lavandera Fernando Vermuiz, (hijo de Vermudo Núñez Conde del Cea), quien dona un monte situado en el lugar del río Tuerto, entre Saliame et Sarilenia (Actuales Sajambre y Vegacerneja) al monasterio de San Facundo y Primitivo de Sahagún (precursor del actual Monasterio de San Benito).

## Fiestas
En el municipio de Retuerto se celebran dos festividades, el 3 de agosto, la fiesta del patrón (San Esteban) y el 15 de agosto, fecha en la que se realiza la Romería de la Virgen del Pontón, en la ermita homónima.

## Lugares de interés
Dentro del municipio, destaca la iglesia parroquial de San Esteban, construida en el siglo XIII Y modificada en el siglo XVII, sobre los retos de una iglesia anterior, en un cerro que domina la población, conocido como "La Llomba". Recientemente se han realizado trabajos de soporte estructural en la torre, y salvo la misa del 15 de agosto, ya no tiene actividad (ya que el pueblo está adscrito a la parroquia de Buron).

## Contexto geográfico
Se sitúa próximo al embalse de Riaño, situado en el valle de y situado en el Parque Nacional Picos de Europa situado en la cordillera Cantábrica, dentro del valle de Retuerto, al que da nombre el río Retuerto, el cual cruza el pueblo hasta unirse al río Tuerto (paralelo a la N-625), que a su vez desemboca en el río Esla.

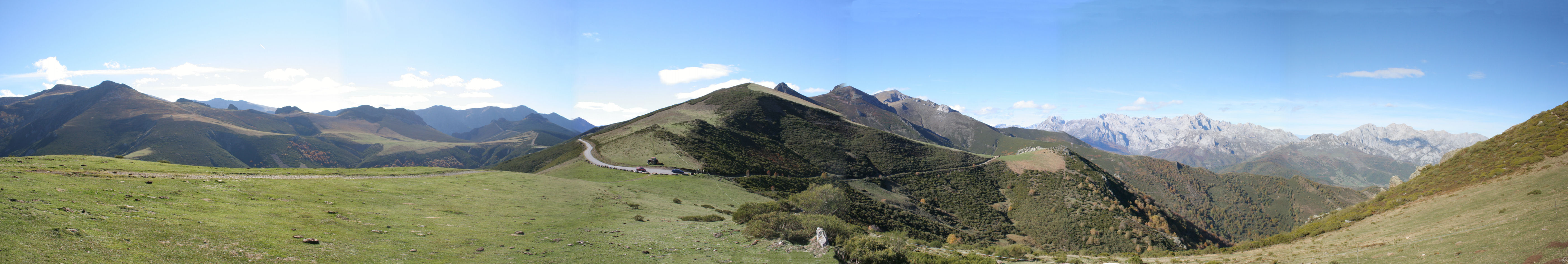
Paisaje del parque nacional de Picos de Europa, en el cual está incluido Retuerto.

## Comunicaciones

### Carreteras
Se accede al pueblo a través de la CV-80-12, que comunica con la N-625, conocida localmente como Carretera de las Arriondas

## Personajes
Fue lugar de nacimiento de uno de los actuales miembros de la Real Academia de Doctores de España como Académico Correspondiente en la Sección de Teología, Ángel Martínez Casado.